# Sitalcina
Sitalcina is een geslacht van hooiwagens uit de familie Phalangodidae.
De wetenschappelijke naam Sitalcina is voor het eerst geldig gepubliceerd door Banks in 1911. 

## Soorten
Sitalcina omvat de volgende 9 soorten:
- Sitalcina borregoensis
- Sitalcina californica
- Sitalcina cockerelli
- Sitalcina flava
- Sitalcina granita
- Sitalcina lobata
- Sitalcina madera
- Sitalcina scopula
- Sitalcina sura